# ROSA Linux
ROSA Linux ist eine Linux-Distribution, die von der russischen Firma LLC NTC IT ROSA vertrieben wird. 

## Geschichte
Bei ROSA Linux Fresh handelt sich um eine Abspaltung des französischen Mandriva Linux, deren größter Anteilseigner ROSA Lab war. Geboten wird eine alle 6 Monate aktualisierte Fassung. Mit ROSA Server bietet man eine Red Hat Linux basierte Variante für Unternehmenskunden an. Zudem gibt es Varianten für Virtualisierungslösungen. Zielgruppe sind staatliche Stellen und Unternehmenskunden, insbesondere in datenschutzsensiblen Bereichen. Mit OS ROSA DX Nickel wird eine für den militärischen Einsatz zertifizierte Variante angeboten.

## Besonderheiten
Für die Paketverwaltung wird rpmdrake eingesetzt. Traditionell bot man auch alternativ ressourcenschonende Desktops wie LXQt mit traditionellem Layout an. Die Entwicklung ist sehr stark an den Hersteller gebunden. Anwender können Hardwareprofile zurücksenden, die dann in einer öffentlich einsehbaren Datenbank zur Verfügung gestellt wird und die mit dem Linux Hardware Project geteilt werden.

## Rezeption
Die Desktop-Systeme böten hohe Stabilität und guten Hardwareunterstützung. Der speziell optimierte Kernel sei äußerst stabil. Dadurch, dass proprietäre Multimedia Codecs und Firmware gleich integriert sind, entfällt deren manuelle Installation. Durch bessere Unterstützung von ACPI sei die Akkulaufzeit bei Laptops teils länger. Lediglich die selbst entwickelten Startmenüalternativen seien überfrachtet und unübersichtlich.